# Epímaco de Alejandría
Epímaco fue un mártir romano que murió en el año 250 durante la persecución de Decio. 
Él y sus compañeros (Alejandro, Amonario, Mercuria, Dionisia y otras mujeres) fueron decapitados en Alejandría. Se conmemoran el 12 de diciembre.
Después de su martirio, su cuerpo fue depositado en una cripta en la Vía Latina y más tarde el cuerpo de Gordiano, que fue martirizado durante la época de Juliano el Apóstata, fue depositado junto a Epímaco.
Los dos santos dieron su nombre al cementerio de Gordiano y Epímaco y durante mucho tiempo fueron venerados conjuntamente por la Iglesia católica el 10 de mayo. Esta veneración conjunta fue suprimida en 1969.
Muchos escritores han negado la existencia de un Epímaco martirizado en Roma, y explican las reliquias honradas allí afirmando que se encontró el cuerpo de un Epímaco de Alejandría que fue transportado a Roma poco antes del martirio de Gordiano.
El bolandista Remi de Buck sostuvo que la evidencia del Epímaco romano es demasiado fuerte para dudarla, y negó que alguna reliquia de Epímaco de Alejandría llegara a Roma.Según otros, el cuerpo del alejandrino Epímaco fue trasladado a Constantinopla.